# Lessona
Lessona (piemontiul: Alson-a) település Olaszországban, Piemont régióban, Biella megyében. Lakosainak száma 2610 fő (2023. január 1.). Lessona Castelletto Cervo, Cossato, Masserano, Casapinta, Mottalciata és Strona községekkel határos.

## Népesség
A település lakossága az elmúlt években az alábbi módon változott:
| Lakosok száma | 2767 | 2745 | 2610 |
|               | 2017 | 2018 | 2023 |